# Telltale Games
Telltale Games è stata un'azienda statunitense dedita allo sviluppo di videogiochi con sede a San Rafael (California), fondata nel 2004 e fallita nel 2018.
Alcune proprietà intellettuali di Telltale Games sono state acquisite da LCG Entertainment nel 2019.

## Storia
L'azienda era composta da un gruppo di ex dipendenti della LucasArts che decisero di mettersi in proprio. Il CEO della società era Dan Connors che gestiva la società con il cofondatore Kevin Bruner. Il team di sviluppo Telltale ha un'ampia esperienza nello sviluppo di avventure grafiche, come Grim Fandango, la serie di Monkey Island e Sam & Max Hit the Road.
L'11 febbraio 2005 la società presentò il suo primo videogioco, Telltale Texas Hold'em, un gioco di poker. Il gioco venne reso disponibile tramite il sito web della società e tramite rivenditori online. Il 22 febbraio la società annunciò di aver iniziato lo sviluppo di una serie di videogiochi basato sul fumetto Bone di Jeff Smith. I videogiochi sarebbero stati pubblicati a puntate e distribuiti sempre in modo elettronico. Il primo episodio Bone: Out from Boneville venne commercializzato nel settembre 2005 mentre il secondo The Great Cow Race venne presentato nell'aprile 2006.
Dopo lo sviluppo del primo episodio di Bone, la società annunciò lo sviluppo di una nuova serie di avventure grafiche basate sui personaggi di Sam & Max, anche queste avventure grafiche sarebbero state realizzate come episodi. Il primo episodio di Sam & Max: Season One venne presentato nell'ottobre del 2006.
Nel novembre 2005 Ubisoft annunciò che avrebbe sviluppato con la Telltale Games un videogioco basato sulla serie televisiva CSI - Scena del crimine. Il gioco venne presentato il 14 marzo 2006.
Nel luglio 2007 dopo la fine dei sei episodi di Sam & Max: Season One la società ha sviluppato la Season Two e in seguito ha annunciato lo sviluppo della Season Three che sarà resa disponibile a partire dal 15 aprile 2010. La nuova serie di Sam & Max, The Devil's Playhouse, segna il debutto di Telltale su PlayStation 3 e PlayStation Network.
In occasione dell'Electronic Entertainment Expo, nel giugno 2009 LucasArts ha annunciato la pubblicazione di Tales of Monkey Island, avventura grafica sviluppata da Telltale Games e composta da 5 episodi distribuiti a partire dal 7 luglio 2009.
Il successo di Telltale è arrivato con le licenze delle serie di fumetti The Walking Dead e Fables in collaborazione con la Warner Bros. Interactive Entertainment nel 2011. Allison anticipò che la serie The Walking Dead sarebbe potuta essere un franchise di 20 - 30 milioni di dollari. Il loro videogioco The Walking Dead rappresentò un cambiamento nello stile della Telltale: piuttosto che un tradizionale gioco di avventura in cui i giocatori avrebbero bisogno di risolvere enigmi, The Walking Dead era più focalizzato nel fornire un'esperienza cinematografica ma nel presentare scelte al giocatore, sia attraverso gli alberi di dialogo o attraverso i quick time event, che avrebbero creato i "determinanti" che alimentano le successive parti dell'episodio ed episodi seguenti; un esempio potrebbe essere decidere su due piedi quale tra due personaggi salvare da un attacco di zombi. Sebbene queste decisioni non abbiano un impatto diretto sulla struttura complessiva del gioco, forniscono una storia più personalizzata in base a quali ha preso il giocatore. Questo formato si rivelò di successo: il gioco vendette un milione di copie in 20 giorni, superando gli 8,5 milioni di copie vendute per tutte le piattaforme nel 2013, ed un guadagno stimato di $40 milioni. Il successo portò Telltale a 2 nuove stagioni di The Walking Dead da 5 episodi ciascuna più una mini-stagione da 3 episodi. Dopo l'annuncio dell'episodio aggiuntivo 400 Days, Telltale affermò che erano state vendute circa 17 milioni di copie in tutto il mondo, mentre soltanto alcuni mesi più tardi, ai tempi dell'annuncio della seconda stagione, si raggiunsero le 21 milioni. Si ritiene che questa serie abbia rivitalizzato il genere videoludico dell'avventura grafica.
Telltale si trasferì in un ufficio più grande ed aumentò il personale da 125 a 160 persone a metà 2013. La compagnia continuò a crescere, fino a raggiungere il suo picco di 400 dipendenti a metà 2017.
Il 21 settembre 2018 la società, attraverso un comunicato stampa, ufficializza la chiusura di tutte le attività licenziando il 90% del personale (225 su 250), rimanendo con soli 25 dipendenti, per sbrigare le ultime faccende burocratiche prima della bancarotta, cancellando tutti i progetti ancora in cantiere. Le condizioni che hanno portato alla chiusura della società sono da ricercare negli scarsi risultati di vendita degli ultimi titoli nonostante avessero ricevuto critiche positive, e nel ritiro di un finanziatore (Variety ha suggerito che potesse essere Lionsgate) che aveva investito 40 milioni di dollari.
Telltale non ha, tuttavia, commentato ufficialmente lo status dei suoi videogiochi in lavorazione, quali The Wolf Among Us: Season Two, Game of Thrones: Season Two ed il progetto sulla nuova serie basata su Stranger Things, ma i dipendenti licenziati hanno affermato che i team che lavoravano su questi giochi erano stati lasciati andar via.
Molte attività, tecnologie e IP sono state successivamente acquisite dalla LCG Entertainment, che ha fatto rivivere il nome Telltale come parte della sua attività nell'agosto 2019, mantenendo molte delle precedenti licenze dell'azienda e offrendo posizioni come freelance al personale precedentemente occupato dalla società fallita. La nuova compagnia è guidata da Jamie Ottilie e Brian Waddle.
A seguito di trattative con Sherwood Partners a partire da febbraio 2019, la LCG Entertainment ha acquisito diversi asset chiave di Telltale e il 28 agosto 2019 ha annunciato che stava rilanciando la società assumendo "Telltale Games" come nome commerciale, operando a Malibù, in California, con uno studio satellite a Corte Madera. Sotto la guida dei fondatori Jamie Ottilie (amministratore delegato) e Brian Waddle (chief revenue officer), il nuovo Telltale si è dichiarato pronto a ripubblicare il vecchio catalogo di Telltale, oltre a lavorare su nuovi giochi basati su proprietà affiliate a Telltale. Mentre le licenze per giochi e giochi pianificati come The Walking Dead e Stranger Things sono tornate ai proprietari originali, il nuovo Telltale ha conservato le licenze per The Wolf Among Us e Batman, così come la proprietà intellettuale per Puzzle Agent.
Il primo videogioco sotto la nuova compagnia fu un nuovo rilascio di Batman: The Telltale Series, che ha aggiunto un nuovo shader in stile noir tra le altre correzioni, che è stato rilasciato a dicembre 2019. La compagnia ha poi annunciato The Wolf Among Us 2 ai The Game Awards 2019.
Gli ex dipendenti dell'originale Telltale erano in buona parte scettici sull'approccio di LCG al rilancio di Telltale, considerando che offrire solo lavoro freelance a San Francisco, che ha uno dei più alti costi della vita degli USA, è rischioso. Altri hanno esortato LCG a saldare il debito esistente di Telltale con i suoi ex dipendenti, mentre altri hanno chiesto il boicottaggio di qualsiasi gioco del nuovo Telltale. Il cofondatore di Telltale, Dan Conners, creò in seguito un nuovo studio, Skunkape Games, composto da diversi ex sviluppatori Telltale. A fine 2020 lo studio sta lavorando alla rimasterizzazione dei giochi Sam & Max di Telltale, con la prima stagione in uscita a dicembre 2020.

## Eredità
L'uscita della prima stagione di The Walking Dead nel 2012 viene considerato come l'inizio della "rinascita" del genere delle avventure grafiche, che ormai fin dal 2000 si trovava in forte crisi. Dontnod Entertainment si è ispirata alla struttura di tale episodio per rilasciare Life Is Strange, e ciò ha inoltre permesso loro di pubblicare storie più piccole all'interno della serie.

## Videogiochi
| Titolo                                          | Data/e di uscita                                                      | Numero di episodi                       | Piattaforma/e                                                      |
| ----------------------------------------------- | --------------------------------------------------------------------- | --------------------------------------- | ------------------------------------------------------------------ |
| Telltale Texas Hold'em                          | 11 febbraio 2005                                                      | 1 episodio (standalone)                 | Win                                                                |
| Bone: Out from Boneville                        | 15 settembre 2005                                                     | 1 episodio (standalone)                 | Win, macOS                                                         |
| CSI: Omicidio in 3 dimensioni                   | 21 marzo 2006                                                         | 5 episodi (standalone)                  | Win, PS2                                                           |
| Bone: The Great Cow Race                        | 12 aprile 2006                                                        | 1 episodio (standalone)                 | Win                                                                |
| Sam & Max Season One                            | 17 ottobre 2006-26 aprile 2007                                        | 6 episodi (mensile)                     | Win, Wii, X360                                                     |
| CSI: Hard Evidence                              | 25 settembre 2007                                                     | 5 episodi (standalone)                  | Win, macOS, Wii, X360                                              |
| Sam & Max Season Two                            | 8 novembre 2007-10 aprile 2008                                        | 5 episodi (mensile)                     | iOS, Win, macOS, PS3, Wii, X360                                    |
| Strong Bad's Cool Game for Attractive People    | 11 agosto 2008-15 dicembre 2008                                       | 5 episodi (mensile)                     | Win, macOS, PS3, Wii                                               |
| Wallace & Gromit's Grand Adventures             | 24 marzo 2009-30 luglio 2009                                          | 4 episodi (mensile)                     | iOS, Win, X360                                                     |
| Tales of Monkey Island                          | 7 luglio 2009-8 dicembre 2009                                         | 5 episodi (mensile)                     | iOS, Win, macOS, PS3, Wii                                          |
| CSI: Deadly Intent                              | 20 ottobre 2009                                                       | 5 episodi (standalone)                  | Win, Wii, X360                                                     |
| Sam & Max Season Three                          | 15 aprile 2010-30 agosto 2010                                         | 5 episodi (mensile)                     | iOS, Win, macOS, PS3                                               |
| Puzzle Agent                                    | 30 giugno 2010                                                        | 1 episodio (standalone)                 | iOS, Win, macOS, PS3                                               |
| CSI: Cospirazione letale                        | 26 ottobre 2010                                                       | 5 episodi (standalone)                  | Win, PS3, Wii, X360                                                |
| Poker Night at the Inventory                    | 22 novembre 2010                                                      | 1 episodio (standalone)                 | Win, macOS                                                         |
| Back to the Future: The Game                    | 22 dicembre 2010-23 giugno 2011                                       | 5 episodi (mensile)                     | iOS, Win, macOS, PS3, PS4, Wii, X360, XONE                         |
| Puzzle Agent 2                                  | 30 giugno 2011                                                        | 1 episodio (standalone)                 | iOS, Win, macOS                                                    |
| Jurassic Park: The Game                         | 15 novembre 2011                                                      | 4 episodi (standalone)                  | iOS, Win, macOS, PS3, X360                                         |
| Law & Order: Legacies                           | 22 dicembre 2011-29 marzo 2012                                        | 7 episodi (bisettimanale)               | iOS, Win, macOS                                                    |
| The Walking Dead: Season One                    | 24 aprile 2012-20 novembre 2012 2 luglio 2013 (400 Days)              | 5 episodi (bimestrale) 1 episodio (DLC) | Android, iOS, Win, macOS, PS3, PS4, Vita, X360, XONE               |
| Poker Night 2                                   | 24 aprile 2013                                                        | 1 episodio (standalone)                 | iOS, Win, macOS, PS3, X360                                         |
| The Wolf Among Us                               | 11 ottobre 2013-8 luglio 2014                                         | 5 episodi (bimestrale)                  | Android, iOS, Win, macOS, PS3, PS4, Vita, X360, XONE               |
| The Walking Dead: Season Two                    | 17 dicembre 2013-26 agosto 2014                                       | 5 episodi (bimestrale)                  | Android, iOS, Win, macOS, PS3, PS4, Vita, X360, XONE               |
| Tales from the Borderlands                      | 25 novembre 2014-20 ottobre 2015                                      | 5 episodi (trimestrale)                 | Android, iOS, Win, macOS, PS3, PS4, Vita, X360, XONE, Switch       |
| Game of Thrones                                 | 2 dicembre 2014-17 novembre 2015                                      | 6 episodi (bimestrale)                  | Android, iOS, Win, macOS, PS3, PS4, X360, XONE                     |
| Minecraft: Story Mode                           | 13 ottobre 2015-29 marzo 2016 7 giugno 2016-presente (Adventure Pass) | 5 episodi (mensile) 3 episodi (DLC)     | Android, iOS, Win, Win10, macOS, PS3, PS4, Vita, Wii U, X360, XONE |
| The Walking Dead: Michonne                      | 23 febbraio 2016-26 aprile 2016                                       | 3 episodi (mensile)                     | Android, iOS, Win, macOS, PS3, PS4, X360, XONE                     |
| Batman: The Telltale Series                     | 2 agosto 2016-13 dicembre 2016                                        | 5 episodi                               | Android, iOS, Win, macOS, PS3, PS4, XONE                           |
| The Walking Dead: A New Frontier (Season Three) | 20 dicembre 2016-30 maggio 2017                                       | 5 episodi                               | Android, iOS, Win, PS4, XONE                                       |
| Guardians of the Galaxy: The Telltale Series    | 18 aprile 2017                                                        | 5 episodi                               | Android, iOS, Win, PS4, Nintendo Switch, XONE                      |
| Minecraft: Story Mode Season Two                | 11 Luglio 2017                                                        | 5 episodi                               | Android, iOS, Win, Win10, macOS, PS4, X360, XONE                   |
| Batman: The Enemy Within                        | 8 agosto 2017-23 marzo 2018                                           | 5 episodi                               | Android, iOS, Win, macOS, PS4, XONE                                |
| The Walking Dead Collection                     | 5 dicembre 2017                                                       | 19 episodi                              | PS4, XONE                                                          |
| The Walking Dead: The Final Season              | 14 agosto 2018-26 marzo 2019                                          | 4 episodi                               | Android, iOS, Win, PS4, XONE                                       |
| The Expanse: A Telltale Series                  | 27 agosto 2023                                                        | 5 episodi                               | XBOX, PS, PC                                                       |